# 雷東達龍屬
雷東達龍屬（學名：Redondasaurus）是種已滅絕植龍目，生存於三疊紀晚期的北美洲。雷東達龍是在1993年由Hunt與Lucas命名，只包含一個種 R. gregorii。屬名是以美國新墨西哥州的雷東達組（Redonda Formation）為名。雷東達龍是最晚出現、最衍化的植龍類。
7雷東達龍是種大型肉食性動物，頭顱骨長1.5公尺，根據估計，身長約7~11公尺，而高度約1.5公尺，體重估計值約11.7公噸。生活的大部分時間可能待在湖泊、河流，採伏擊方式攻擊獵物。雷東達龍的牙齒有少許琺瑯質。
2002年的系統發生學研究發現，偽帕拉鱷、迷鱷、雷東達龍、尼克羅龍屬於偽帕拉鱷亞科。

## 大眾文化
雷東達龍曾出現在IMAX電影《恐龍大追擊》（Dinosaurs Alive!），一隻雷東達龍殺死一隻靈鱷。

## 外部連結
- Redondasaurus （页面存档备份，存于） at the Paleobiology Database